# Comuna Voiutîci, Sambir
Voiutîci (în ucraineană Воютичі) este o comună în raionul Sambir, regiunea Liov, Ucraina, formată din satele Iazî, Voiutîci (reședința) și Zaricicea.

## Demografie
Componența lingvistică a comunei Voiutîci
     Ucraineană (99%)
     Alte limbi (0,07%)
Conform recensământului din 2001, majoritatea populației comunei Voiutîci era vorbitoare de ucraineană (99%), existând în minoritate și vorbitori de alte limbi.